# He Rui
He Rui Niuhuru, född 1776, död 1850, var en kinesisk kejsarinna (1801–1820), gift med Jiaqing-kejsaren.

## Biografi
He Rui var dotter till Gongala ur den manchuiska Niuhuru-klanen.
He Rui kom 1795 till förbjudna staden, där hon blev gemål åt prins Jiaquing, med vilken hon fick två söner.
År 1797 dog Jiaquings första kejsarinna, Xiao Shu Rui. He Rui blev 1801 kejsarinna och styvmor till prins Minning, med vilken hon hade en mycket god relation.
Då Jiaquing dog 1820 utan att ha utsett sin arvtagare lämnades beslutet att utse nästa kejsare åt He Rui. Hon sände då bud till Minning, som befann sig i Chengde, och lät utnämna honom till kejsare. Han berömde henne då för att inte ha utnyttjat chansen att utse en av sina egna söner till kejsare.

## Galleri

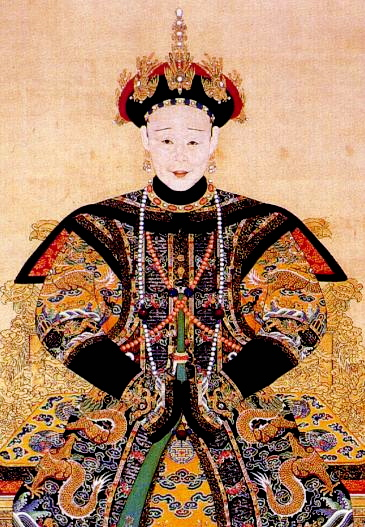
He Rui